# توطئة
في الرياضيات والمنطق الرياضي، التوطئة أو التمهيدية أو المبرهنة التمهيدية أو المأخوذ أو الليمة (بالإنجليزية: Lemma)، هي افتراض مبرهن عنه، انطلاقا من مجموعة من المسلمات، والذي يستعمل منطلقا للبرهنة على مبرهنة أكبر.

## تأثيل
أصل الكلمة هو الكلمة الإغريقية lêmma (بالإغريقية: λημμα) والتي تعني «الوصفة» أو «النتيجة». في أدبيات المنطق الإغريقي، الليمة هي أساس القياس المنطقي. أما في الجدلية الإغريقية فالليمة الجزء المركزي من بلاغة الاستدلال الإغريقي عبر ثالوث:
- البروليمة (Prolemma): تقعيد الاستدلال عبر مسلمات أو منطلقات.
- الليمة (lêmma): برهان الاستدلال.
- الإبيفورة (Epipherein): خاتمة الاستدلال.

المفهوم الرياضياتي، المتعارف عليه، للموضوعة مختلف عن المعنى الأصلي وهو أساسا منهجي (وأحيانا تاريخي). فالعديد من المبرهنات كانت تضم في برهناتها على مبرهنات أصغر تسهل الوصول إلى النتيجة المبتغاة إذا تمت البرهنة عليها، وأحيانا يتم تقسيم البرهنة إلى موضوعات بهدف بيداغوجي لتسهيل فهم كيفية بناء البرهنة.
بعض الموضوعات اكتسبت تاريخيا شهرة أكبر من المبرهنات التي كانت سببا في التحفيز على البرهنة عليها ويمكن أن تصادف في المرجع الرياضية بتسمية الموضوعة أو المبرهنة في آن واحد.

## بناء البرهنة
منهجية الاستدلال في المبرهنات، باستخدام الموضوعات، تكون حسب البناء التالي:
- الهدف هو إثبات صحة مبرهنة {\displaystyle {\mathcal {T}}} انطلاقا من مجموعة من المسلمات وعبارات منطقية أخرى، تمت البرهنة عليها سابقا.
- نعتبر عبارة منطقية {\displaystyle {\mathcal {L}}} ونبرهن على أنه إذا تحققت {\displaystyle {\mathcal {L}}} يمكن إثبات {\displaystyle {\mathcal {T}}} مباشرة (أو عبر عدد قليل من المراحل الإضافية). {\displaystyle {\mathcal {L}}} هي الليمة أو الموضوعة.
- نقوم بالبرهنة على {\displaystyle {\mathcal {L}}}.

## أمثلة عن التوطئات
- في نظرية المجموعات، توطئة زورن تقضي بأن كل مجموعة مزودة بنظام ترتيب، إذا كانت كل مجموعة جزئية داخلها مزودة بعلاقة ترتيب كلي، فالمجموعة تتوفر على حدود عليا.
- توطئة غاوس المتعلقة بمتعددات الحدود.
- توطئة غاوس المتعلقة بنظرية الأعداد.
- توطئة غاوس المتعلقة بالهندسة الريمانية.